# Belleville-en-Caux
Belleville-en-Caux ist eine französische Gemeinde mit 746 Einwohnern (Stand 1. Januar 2022) im Département Seine-Maritime in der Region Normandie. Sie gehört zum Arrondissement Dieppe und zum Kanton Luneray.

## Bevölkerungsentwicklung
| Jahr      | 1962 | 1968 | 1975 | 1982 | 1990 | 1999 | 2007 | 2014 |
| Einwohner | 185  | 210  | 261  | 305  | 330  | 357  | 534  | 670  |